# Phoenicoparrus
Phoenicoparrus är ett litet fågelsläkte i familjen flamingor inom ordningen flamingofåglar. Släktet omfattar endast två arter som förekommer i Sydamerika i södra Peru, västra Bolivia, norra Chile och nordvästra Argentina:
- Andinsk flamingo (P. andinus)
- Punaflamingo (P. jamesi)